# Міжнародний конкурс виконавців на народних інструментах імені Гната Хоткевича
Міжнародний конкурс виконавців на українських народних інструментах ім. Гната Хоткевича — конкурс присвячений пам'яті видатного діяча української культури Гната Мартиновича Хоткевича (1877—1938).
Гнат Хоткевич, ініціатор створення класу бандури у вищому навчальному закладі — Харківському музично-драматичному інституті, став першим викладачем бандури у вищій школі. На жаль, його новаторські ідеї щодо бандури і способу гри на ній після розстріляного більшовиками у 30-х роках кобзарського з'їзду надовго піддано забуттю.
За дієвої участі Харківського Інституту мистецтв при всебічній підтримці облдержадміністрації та Міжнародного фонду «Відродження» перший огляд виконавців відбувся в грудні 1997 року.
Міжнародний конкурс виконавців на українських народних інструментах був затверджаний Міністерством культури та мистецтв України, Інститутом мистецтв ім. І. Котляревського, Державно-благодійним фондом національно-культурних ініціативів ім. Г. Хоткевича, Харківським виконкомом та Спілкою української молоді. Він проводиться раз на три роки у Харкові, де 1877 року народився, а в 1938 року був безвинно розстріляний видатний митець і громадський діяч Гнат Мартинович Хоткевич.

## Конкурси
- Перший — Квітень, 20-29, 1998
- Другий — Квітень, 20-30, 2001
- Третій — Квітень, 18-30, 2004
- Четвертий — Квітень, 19-30, 2007
- П'ятий — Квітень, 19-30, 2010 — відмінений на листопад 4-13, 2010

## Умови конкурсу
Конкурс проводиться з таких спеціальностей:
- бандура (вокальне-інструментальне та інструментальне виконавство)
- старосвітська бандура та ліра
- цимбали
- сопілка
- домра (ладкова кобза) 4 струнна
- ансамблі бандуристів (склад не більше 6 виконавців)

## Склад журі
- Хоткевич Галина Гнатівна — (Франція), 1998, 2001, 2004, 2007,
- Агратіна Георгій Іванович — (Харків), 1998, 2001, 2004, 2007,
- Алжнєв Юрій — (Харків), — 2007,
- Арканова Валентина Федорівна — (Харків), — 1998, 2001, 2004, 2007, 2010
- Баран Тарас Михайлович — (Львів), — 2007, 2010,
- Баштан Сергій Васильович — (Київ]), −1998, 2001, 2004, 2007, 2010
- Брояко Надія Богданівна — (Київ), — 2004,
- Герасименко Василь Явтухович — (Львів), — 1998,
- Гладков Євген Петрович — (Мінськ), −1998,
- Гуцал Віктор Омелянович — (Київ), — 2001, 2004, (голова журі) 2007,
- Єсипок Володимир Миколайович — (Київ), −2007,
- Івко Валерій Микитович — (Донецьк), — заступник голова журі — 1998, 2001, 2004,
- Івченко Василь Володимирович — секретар журі, 1998, 2001, 2007,
- Корчинський Мирослав Титович — (Львів), — 1998, 2001,
- Красноярцев Володимир Сергійович — (Москва), — 1998, 2001,
- Кречун Василь Савич — 2001, 2004,
- Ларікова Людмила Федорівна -(Київ), −2007,
- Лисенко Микола Тимофійович — (Київ), −1998,
- Мацієвський Ігор Володимирович — (Санктпетербург), — 2004, 2007, 2010
- Міхеєв Борис Олександрович — (Харків), — Голова журі — 1998, 2001, 2004, 2007, 2010,
- Мішалов Віктор Юрійович — (Канада), 2001, 2004, 2007, 2010,
- Олійник Олександер Леонідович — (Одеса), — 2004, 2007,
- Посікіра Людмила Кузьмівна — (Львів), 2001, 2004,
- Яремко Богдан Іванович — (Рівне), −2004, 2007, 2010,

## Переможці

### Бандуристи й інструменталісти
- Амбросова Леся, (2001-2в),
- Благодир Світлана, (2001-Дип.),
- Войт Володимир (2001-2)
- Головня Любов, (1998-2),
- Заєць Оксана, (2001-Дип),
- Ковальова Наталія, (1998-1в),
- Корольова Світлана, (1998-Дип),
- Кузьмич Тарас, (1998-Дип),
- Марковська Тетяна, (2001-Дип),
- Марченко Ольга, (2001-Дип),
- Остапенко Борис (Канада) (2010 -Дип)
- Панасюк Іван, (1998-3), (2001-1),
- Придатюк Віра, (1998-2в),
- Притолюк Іван, (2001-1в),
- Рибаковська Марина, (2001-3в),
- Слюсаренко Олена, (1998-3),
- Стандара Богдана, (2001-3),
- Степанюк Оксана, (1998-1в),
- Столяр Тарас, (1998-1),
- Ткач Руслана, (2001-2), (2004-1),
- Хирхиль Оксана, (1998-3в),
- Шевчук Любомир (1998-Дип.),
- Яницький Тарас (2001-Дип.)